# Mircea Bedivan
Mircea Bedivan est un handballeur roumain né le 8 octobre 1957 à Constanța.

## Carrière
Mircea Bedivan obtient une médaille de bronze aux Jeux olympiques d'été de 1984 de Los Angeles.